# Ita Irlandzka
Ita Irlandzka, właśc. Íte, również: Deirdre, Itta, Mida, zwana "drugą św. Brygidą" (ur. ok. 475 w Drum w Irlandii, zm. 15 stycznia 570) – dziewica i święta Kościoła katolickiego.
Ita urodziła się w hrabstwie Waterford pod koniec V wieku. Pochodziła 
z rodziny szlacheckiej. Dość wcześnie postanowiła poświęcić się Bogu, przyjęła welon dziewic jemu poświęconych i usunęła się w okolice Hy-Conaill. Gdy wokół niej zebrało się więcej dziewic o tych samych aspiracjach duchowych, założyła klasztor zwany później "Cill íde" (Cell-Ita) lub Killeedy, na południe od Newcastle West, w którym pozostała do śmierci.
Utrzymywała kontakt z wieloma wybitnymi osobistościami swego kraju i cieszyła się opinią prorokini. Jej modlitwom przypisywano wynik bitwy pod Cuilen w 522 roku. W gronie świętych irlandzkich zajęła poczesne miejsce.
Wspomnienie liturgiczne w Kościele katolickim obchodzone jest 15 stycznia.